# Administration de l'aviation civile de Chine
Pour les articles homonymes, voir CAAC.
L’Administration de l'aviation civile de Chine (CAAC, sinogramme traditionnel : 民用航空局 中国, hanyu pinyin : Zhōngguó Mínyòng Hángkōng Jú), anciennement dénommée Administration générale de l'aviation civile de Chine, est l'autorité de l'aviation du ministère des Transports de la république populaire de Chine. Elle supervise l'aviation civile du pays et enquête sur les accidents et d'incidents aériens.

Fondée en 1949, la CAAC est basée dans le district de Dongcheng à Pékin.

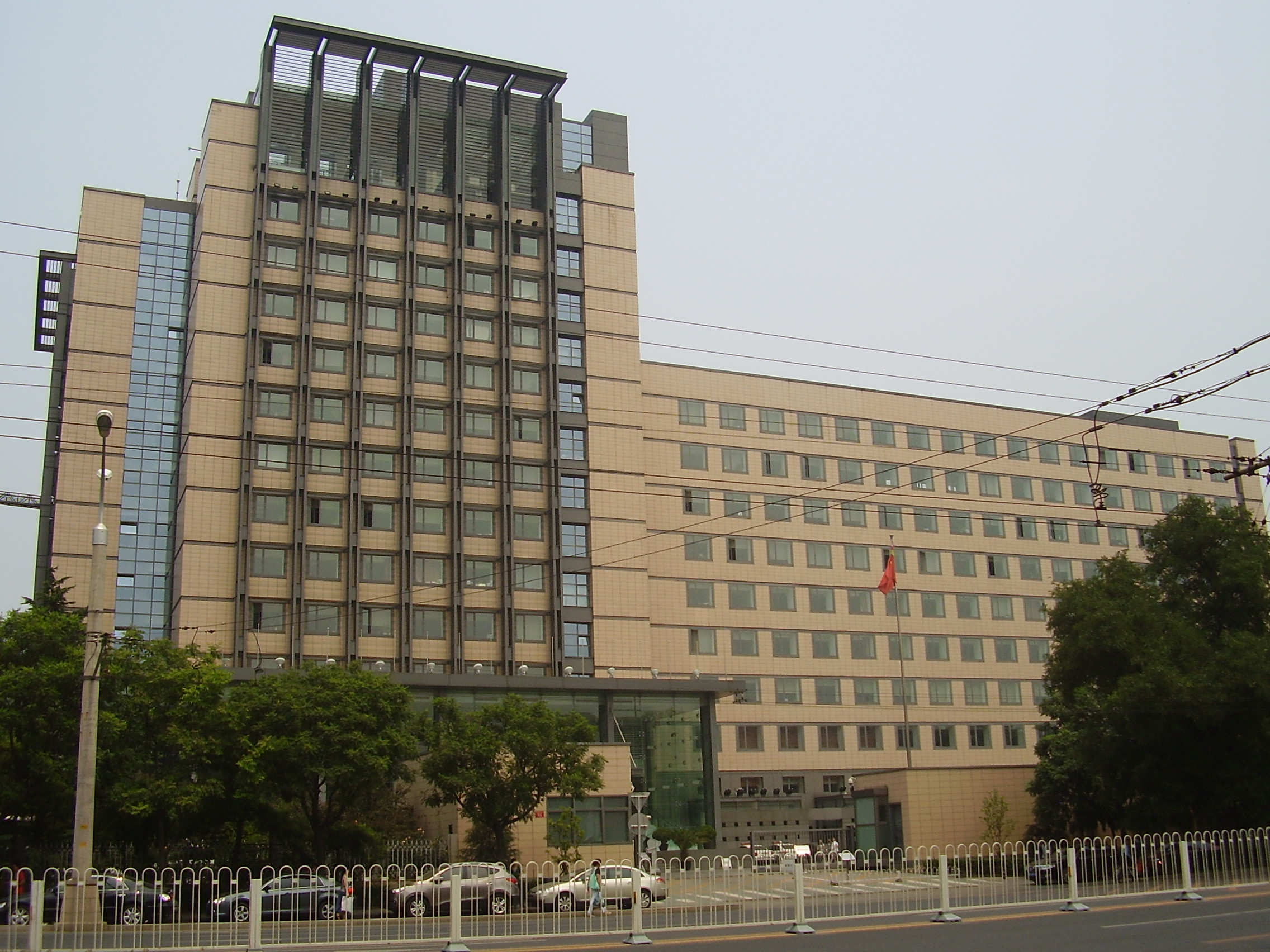
Siège de CAAC

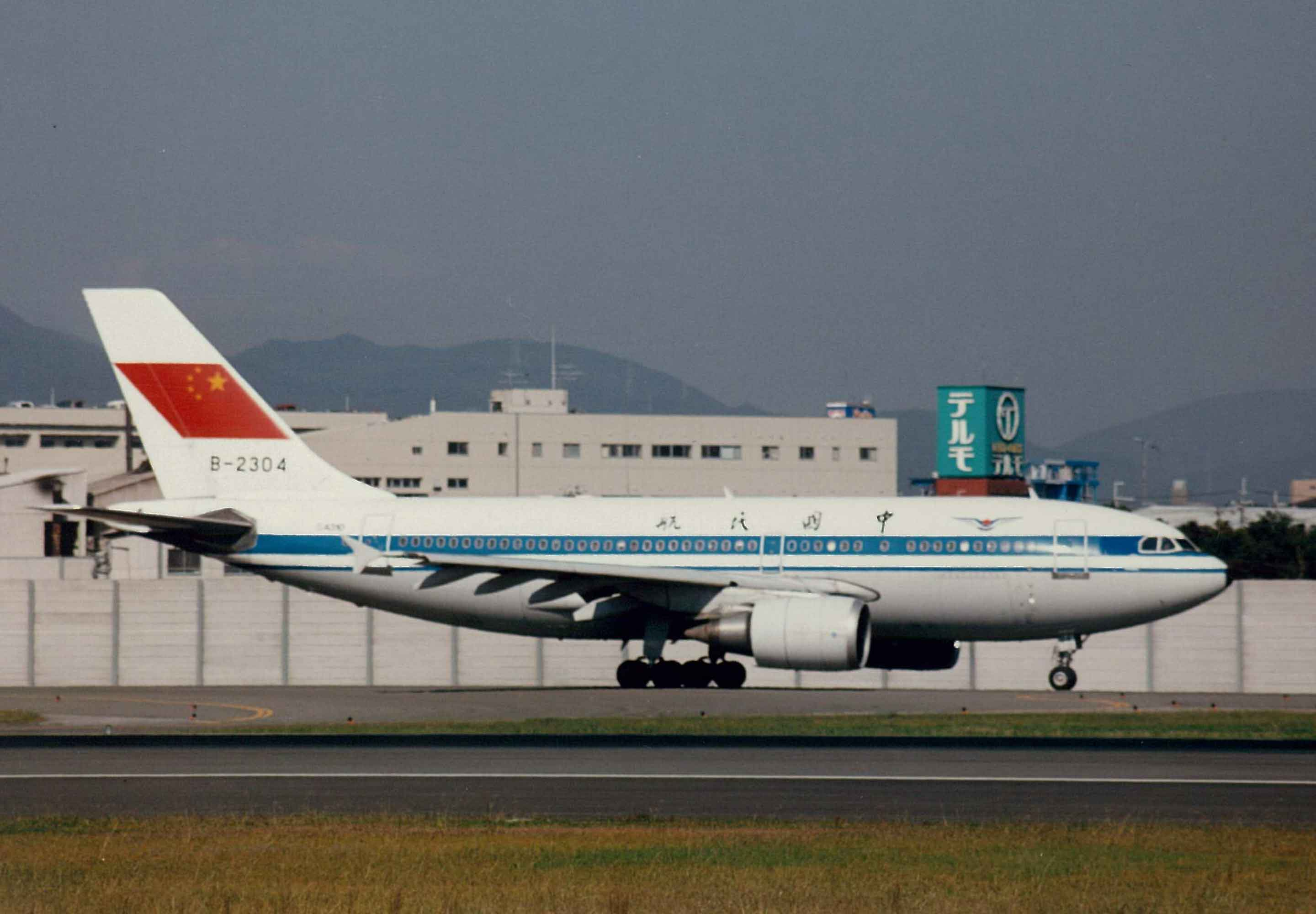
Un Airbus A310 aux couleurs de la CAAC.

Entre 1949 et 1987, elle était également compagnie aérienne, et a été scindée pour former les compagnies Air China, China Eastern Airlines, China Southern Airlines, China Northwest Airlines, China Northern Airlines et China Southwest Airlines.